# بوريس بيريزوفسكي (عازف بيانو)
بوريس بيريزوفسكي (بالروسية: Бори́с Вади́мович Березо́вский)‏ هو عازف بيانو ولد في موسكو في روسيا عام 1969. درس في معهد موسكو للموسيقى. عقب ظهوره الأول في لندن في قاعة ويجمور عام 1988 وصفته التايمز بأنه فنان واعد بشكل استثنائي. عام 1990 فاز بيريزوفسكي بالميدالية الذهبية في مسابقة تشايكوفسكي الدولية في موسكو.